# Padilla de Hita
Padilla de Hita es una localidad española, pedanía del municipio de Hita, perteneciente a la provincia de Guadalajara, en la comunidad autónoma de Castilla-La Mancha.

## Geografía
Está situada junto a la CM-1003, a 6 km de Hita en sentido Jadraque. Tiene una población de 21 habitantes (INE 2014).

## Historia
Hacia mediados del siglo XIX, la villa, por entonces con ayuntamiento propio, tenía contabilizada una población de 197 habitantes. Aparece descrita en el decimosegundo volumen del Diccionario geográfico-estadístico-histórico de España y sus posesiones de Ultramar de Pascual Madoz de la siguiente manera:

PADILLA DE HITA: v. con ayunt. en la prov. de Guadalajara (5 leg.), part. jud. de Brihuega (3), aud. terr. de Madrid (15), c. g. de Castilla la Nueva, dióc. de Toledo (27): sit. en una hondonada llana, al abrigo de los vientos del N., goza de clima sano. Tiene 55 casas, la consistorial con habitaciones para graneros del pósito, maestro de primera educacion y escuela, á la que concurren de 13 á 20 alumnos y se halla dotada con 500 rs.; una fuente con dos pilones de abundantes y buenas aguas; una igl. parr. (San Miguel Arcángel); un cementerio contiguo á la igl. en posicion que no ofende á la salubridad pública. El térm. confina con los de Casas de San Galíndo, Valdearenas, Hita y Carrascosa. El terreno, quebradísimo en su mayor parte, es flojo en algunos puntos y tenaz en otros; comprende buenos montes de encina y roble de canuto bajo y dos alamedas, una de chopos y otra de álamos negros; atraviesa el térm. un arroyo de escaso caudal, cuyas aguas por su profundo cauce, no se aprovechan para el riego. caminos: los locales y la carretera de Madrid á Logroño. El correo se recibo y despacha en la cab. del part. prod.: trigo candeal, chamorro y negrillo, cebada, centeno, avena, garbanzos, vino, aceite, leñas de combustible y carboneo, y buenos pastos, con los que se mantiene ganado lanar, cabrío y vacuno: abunda la caza de liebres, conejos y perdices, y los animales dañinos como lobos y zorras. ind.: la agrícola y el carboneo. comercio: esportacion del sobrante de frutos, algun ganado, lana y carbon, é importacion de los art. que faltan. pobl.: 51 vec., 197 alm. cap. prod.: 848,890 rs. imp..: 36,400. contr.: 4,292.
(Madoz, 1849, p. 507)

El municipìo de Padilla de Hita desapareció en 1974, al ser incorporado al de Anguita.

## Demografía
| Gráfica de evolución demográfica de Padilla de Hita entre 1842 y 1970 |
| |
| Población de derecho según los censos de población del INE Población de hecho según los censos de población del INEEntre el censo de 1981 y el anterior, este municipio desaparece porque se integra en el municipio Hita |

## Patrimonio
- Iglesia parroquial de San Miguel Arcángel.[7] Iglesia románica construida entre los siglos XII y XIII de obra de mampostería. Destaca la portada y pila bautismal.[1]
- Fuente pública del XVIII.[1]

## Fiestas
- Fiestas patronales en honor a San Basilio (14 de junio). El fin de semana más cercano a esta fecha.[1]